# Ahmadreza Zolfaghari Daryani
Ahmadreza Zolfaghari Daryani (né le 26 novembre 1959 et mort le 13 juin 2025 à Téhéran) est un professeur iranien de physique nucléaire et doyen de la Faculté des sciences nucléaires de l'Université Shahid-Beheshti. 

## Biographie
Ahmadreza Zolfaghari est membre du corps professoral de la Faculté de génie nucléaire de l'Université Shahid-Beheshti. Il aurait joué un rôle important dans l’éducation et la recherche liées aux sciences nucléaires iraniennes. Zolfaghari et Abdolhamid Minoocher sont tous deux actifs dans des projets nationaux et stratégiques impliquant le développement de la technologie nucléaire en Iran. Il participe également à des comités spécialisés liés à l’industrie nucléaire et contribue à la localisation des connaissances techniques nucléaires.
Il est également rédacteur en chef de la revue Nuclear Technology and Energy.
Le 13 juin 2025, il est tué lors des frappes israéliennes de juin 2025 contre l'Iran à l'âge de 65 ans, à Téhéran.